# Природно-заповідний фонд Дніпропетровської області
Природно-заповідний фонд Дніпропетровської області станом на початок 2014 року налічує 172 об'єкти загальною площею 89 718,55 га.

## Список об'єктів і територій
Перелік територій та об'єктів природно-заповідного фонду загальнодержавного та місцевого значення Дніпропетровської області. Зеленим підсвічено території та об'єкти загальнодержавного значення.
| Зображення | Назва території або об'єкта природно-заповідного фонду                 | Категорія                                | Тип                 | Площа, га | Рік створення | Розташування              |
| ---------- | ---------------------------------------------------------------------- | ---------------------------------------- | ------------------- | --------- | ------------- | ------------------------- |
|            | Заплава річки Базавлук                                                 | Заказник                                 | Орнітологічний      | 48.60     | 1990          | Апостолівський район      |
|            | Водоспад на річці Кам'янка                                             | Пам'ятка природи                         | Гідрологічна        | 2.00      | 1974          | Апостолівський район      |
|            | Мальовничий каньйон на річці Кам'янці в Токівських гранітах            | Пам'ятка природи                         | Геологічна          | 5.00      | 1974          | Апостолівський район      |
|            | Кам'янський прибережно-річковий комплекс                               | Заказник                                 | Ландшафтний         | 2615.0    | 2008          | Апостолівський район      |
|            | Балка Сад                                                              | Заказник                                 | Ботанічний          | 38.60     | 1990          | Васильківський район      |
|            | Скелі залізистих кварцитів на річці Вовчій                             | Пам'ятка природи                         | Геологічна          | 5.00      | 1974          | Васильківський район      |
|            | Гришаї                                                                 | Заказник                                 | Ландшафтний         | 134.24    | 2009          | Васильківський район      |
|            | Річка Соломчина                                                        | Заказник                                 | Ландшафтний         | 385.09    | 2009          | Васильківський район      |
|            | Річка Чаплина                                                          | Заказник                                 | Ландшафтний         | 733.25    | 2009          | Васильківський район      |
|            | Новогригорівський                                                      | Заказник                                 | Ландшафтний         | 338.78    | 2009          | Васильківський район      |
|            | Чаплино-Васильківський                                                 | Заказник                                 | Ландшафтний         | 825.58    | 2009          | Васильківський район      |
|            | Преображенський                                                        | Заказник                                 | Ландшафтний         | 312.6     | 2005          | Васильківський район      |
|            | Дебальцевські лимани                                                   | Заказник                                 | Ландшафтний         | 429.3     | 2005          | Васильківський район      |
|            | Бакаї                                                                  | Заказник                                 | Ландшафтний         | 690       | 2005          | Васильківський район      |
|            | Надвовчанський                                                         | Заказник                                 | Ландшафтний         | 1059.47   | 2009          | Васильківський район      |
|            | Велика Западня                                                         | Заказник                                 | Лісовий             | 157.0     | 1974          | Верхньодніпровський район |
|            | Балка Парна                                                            | Заказник                                 | Лісовий             | 361.0     | 1990          | Верхньодніпровський район |
|            | Урочище Балка Дурна                                                    | Заказник                                 | Ботанічний          | 136.0     | 1977          | Верхньодніпровський район |
|            | Урочище Балка Климова                                                  | Заказник                                 | Ботанічний          | 272.0     | 1977          | Верхньодніпровський район |
|            | Урочище Балка Глибока                                                  | Заказник                                 | Ботанічний          | 150.0     | 1977          | Верхньодніпровський район |
|            | Урочище Балка Гостра                                                   | Заказник                                 | Ботанічний          | 175.0     | 1977          | Верхньодніпровський район |
|            | Урочище Паськове                                                       | Пам'ятка природи                         | Ботанічна           | 56.00     | 1975          | Верхньодніпровський район |
|            | Горіховий сад                                                          | Заповідне урочище                        |                     | 33.90     | 1979          | Верхньодніпровський район |
|            | Мости                                                                  | Заказник                                 | Ландшафтний         | 2330.9    | 2013          | Верхньодніпровський район |
|            | Домотканські валуни                                                    | Заказник                                 | Ландшафтний         | 826.7     | 2013          | Верхньодніпровський район |
|            | Центральний                                                            | Парк-пам'ятка садово-паркового мистецтва |                     | 8.00      | 1974          | Кам'янське                |
|            | Ділянка тополевих насаджень                                            | Пам'ятка природи                         | Ботанічна           | 5.00      | 1977          | Дніпро                    |
|            | Ділянка дубових насаджень                                              | Пам'ятка природи                         | Ботанічна           | 1.80      | 1977          | Дніпро                    |
|            | Парк імені Шевченка                                                    | Парк-пам'ятка садово-паркового мистецтва |                     | 45.00     | 1990          | Дніпро                    |
|            | Новокодацький парк                                                     | Парк-пам'ятка садово-паркового мистецтва |                     | 35.00     | 1972          | Дніпро                    |
|            | Парк Лазаря Глоби                                                      | Парк-пам'ятка садово-паркового мистецтва |                     | 40.00     | 1972          | Дніпро                    |
|            | Севастопольський парк                                                  | Парк-пам'ятка садово-паркового мистецтва |                     | 6.50      | 1972          | Дніпро                    |
|            | Ботанічний сад Дніпропетровського національного університету           | Ботанічний сад                           |                     | 33.00     | 1972          | Дніпро                    |
|            | Дніпровсько-Орільський                                                 | Природний заповідник                     |                     | 3 766.20  | 1990          | Дніпровський район        |
|            | Кільченський                                                           | Заказник                                 | Ландшафтний         | 100.0     | 1974          | Дніпровський район        |
|            | Урочище Яцево                                                          | Заказник                                 | Лісовий             | 175.0     | 1977          | Дніпровський район        |
|            | Балка Бубликова                                                        | Заказник                                 | Ботанічний          | 11.30     | 1979          | Дніпровський район        |
|            | Балка Павлівська                                                       | Заказник                                 | Ботанічний          | 28.0      | 1979          | Дніпровський район        |
|            | Балка Орлова                                                           | Заказник                                 | Ботанічний          | 9.40      | 1979          | Дніпровський район        |
|            | Балка Липова                                                           | Заказник                                 | Ботанічний          | 3.10      | 1972          | Дніпровський район        |
|            | Балка Осипова                                                          | Заказник                                 | Ботанічний          | 14.40     | 1972          | Дніпровський район        |
|            | Балка Кирпична                                                         | Заказник                                 | Ландшафтний         | 2.50      | 1992          | Дніпровський район        |
|            | Отченашкові наділи                                                     | Заказник                                 | Ландшафтний         | 400.0     | 1995          | Дніпровський район        |
|            | Гранітні скелі                                                         | Пам'ятка природи                         | Геологічна          | 4.00      | 1972          | Дніпровський район        |
|            | Павлівський ліс                                                        | Пам'ятка природи                         | Ботанічна           | 5.00      | 1972          | Дніпровський район        |
|            | Дніпровські ліси                                                       | Регіональний ландшафтний парк            |                     | 4437,465  | 2010          | Дніпровський район        |
|            | Візирка                                                                | Заказник                                 | Ландшафтний         | 121.10    | 2001          | Кривий Ріг                |
|            | Балка Північна Червона                                                 | Заказник                                 | Ландшафтний         | 26.0      | 1988          | Кривий Ріг                |
|            | Скелі МОДРу                                                            | Пам'ятка природи                         | Геологічна          | 62.00     | 1975          | Кривий Ріг                |
|            | Сланцеві скелі                                                         | Пам'ятка природи                         | Геологічна          | 4.00      | 1972          | Кривий Ріг                |
|            | Виходи амфіболітів                                                     | Пам'ятка природи                         | Геологічна          | 5.00      | 1975          | Кривий Ріг                |
|            | Виходи аркозових пісковиків                                            | Пам'ятка природи                         | Геологічна          | 4.00      | 1972          | Кривий Ріг                |
|            | Пісковикова скеля                                                      | Пам'ятка природи                         | Геологічна          | 1.00      | 1972          | Кривий Ріг                |
|            | Скелеватські виходи                                                    | Пам'ятка природи                         | Геологічна          | 9.00      | 1972          | Кривий Ріг                |
|            | Дерево культурної груші                                                | Пам'ятка природи                         | Ботанічна           | 0.030     | 1990          | Кривий Ріг                |
|            | Парк імені Федора Мершавцева                                           | Парк-пам'ятка садово-паркового мистецтва |                     | 36.00     | 1972          | Кривий Ріг                |
|            | Криворізький ботанічний сад                                            | Ботанічний сад                           |                     | 75.00     | 1983          | Кривий Ріг                |
|            | Дендрологічний парк                                                    | Ботанічний сад                           |                     | 27.00     | 1993          | Кривий Ріг                |
|            | Червона Балка Північна                                                 | Заказник                                 | Ландшафтний         | 28.0      | 1983          | Кривий Ріг                |
|            | Старовинна груша на Карнаватці                                         | Пам'ятка природи                         | Ботанічна           | 0.015     | 2010          | Кривий Ріг                |
|            | Інгулецький степ                                                       | Заказник                                 | Ландшафтний         | 65.60     | 2002          | Криворізький район        |
|            | Виходи мігматиту                                                       | Пам'ятка природи                         | Геологічна          | 5.00      | 1972          | Криворізький район        |
|            | Мігматитові скелі                                                      | Пам'ятка природи                         | Геологічна          | 1.00      | 1974          | Криворізький район        |
|            | Саксагань                                                              | Дендрологічний парк                      |                     | 2.8       | 2008          | Криворізький район        |
|            | Вишневський                                                            | Заказник                                 | Ландшафтний         | 615       | 2005          | Криничанський район       |
|            | Середньобазавлуцький                                                   | Заказник                                 | Ботанічний          | 1413      | 2013          | Криничанський район       |
|            | Житлова балка                                                          | Заказник                                 | Ботанічний          | 397       | 2013          | Криничанський район       |
|            | Рекалівський                                                           | Заказник                                 | Ландшафтний         | 631       | 2013          | Криничанський район       |
|            | Витоки річки Базавлук                                                  | Заказник                                 | Ботанічний          | 671       | 2013          | Криничанський район       |
|            | Верхньобазавлуцький                                                    | Заказник                                 | Ботанічний          | 786       | 2013          | Криничанський район       |
|            | Топчинський                                                            | Заказник                                 | Ентомологічний      | 85.50     | 1982          | Магдалинівський район     |
|            | Ділянка соснових насаджень                                             | Пам'ятка природи                         | Ботанічна           | 5.00      | 1977          | Магдалинівський район     |
|            | Верхньокільченський                                                    | Заказник                                 | Ландшафтний         | 909.6     | 2013          | Магдалинівський район     |
|            | Середньочаплинський                                                    | Заказник                                 | Ландшафтний         | 107.6     | 2013          | Магдалинівський район     |
|            | Верхньочаплинський                                                     | Заказник                                 | Ландшафтний         | 232.5     | 2013          | Магдалинівський район     |
|            | Заплавка (заказник)                                                    | Заказник                                 | Ландшафтний         | 448.4     | 2013          | Магдалинівський район     |
|            | Білі тополі                                                            | Пам'ятка природи                         | Ботанічна           | 1.00      | 1972          | Марганець                 |
|            | Новопавлівський ліс                                                    | Заказник                                 | Лісовий             | 650.0     | 1990          | Межівський район          |
|            | Зразкова лісосмуга                                                     | Пам'ятка природи                         | Ботанічна           | 0.90      | 1974          | Межівський район          |
|            | Сухий Бичок                                                            | Заказник                                 | Ландшафтний         | 1278.7    | 2011          | Межівський район          |
|            | Антонівський                                                           | Заказник                                 | Ландшафтний         | 1874.1    | 2011          | Межівський район          |
|            | Балка Горіхова                                                         | Заказник                                 | Ландшафтний         | 1297.1    | 2011          | Межівський район          |
|            | Балка Скелька                                                          | Заказник                                 | Ландшафтний         | 507.1     | 2011          | Межівський район          |
|            | Долина річки Бик                                                       | Заказник                                 | Ландшафтний         | 2758.3    | 2013          | Межівський район          |
|            | Сухарева балка                                                         | Заказник                                 | Ландшафтний         | 617.4     | 2013          | Межівський район          |
|            | Богданівський                                                          | Заказник                                 | Ландшафтний         | 1 387.0   | 1998          | Нікопольський район       |
|            | Нікопольські плавні                                                    | Пам'ятка природи                         | Комплексна          | 3.70      | 1974          | Нікопольський район       |
|            | Комарівщина                                                            | Заказник                                 | Ландшафтний         | 288.0     | 1983          | Новомосковський район     |
|            | Солоний Лиман                                                          | Заказник                                 | Ландшафтний         | 341.0     | 1980          | Новомосковський район     |
|            | Балка Бандурка                                                         | Заказник                                 | Ботанічний          | 125.0     | 1974          | Новомосковський район     |
|            | Приорільський                                                          | Заказник                                 | Ландшафтний         | 8 377.0   | 1998          | Новомосковський район     |
|            | Новостепанівський                                                      | Заказник                                 | Ентомологічний      | 245.0     | 1982          | Новомосковський район     |
|            | Новоселівський лиман                                                   | Заказник                                 | Загальнозоологічний | 287.0     | 1988          | Новомосковський район     |
|            | Балка Ягідна                                                           | Заказник                                 | Ботанічний          | 32.0      | 1979          | Новомосковський район     |
|            | Василівська колонія сірих чапель                                       | Заказник                                 | Орнітологічний      | 144.0     | 1979          | Новомосковський район     |
|            | Орлівщанські дубові насадження                                         | Пам'ятка природи                         | Ботанічна           | 5.40      | 1972          | Новомосковський район     |
|            | Орлівщанські віковічні сосни                                           | Пам'ятка природи                         | Ботанічна           | 3.00      | 1972          | Новомосковський район     |
|            | Високопродуктивні дубові насадження                                    | Пам'ятка природи                         | Ботанічна           | 4.70      | 1977          | Новомосковський район     |
|            | Високопродуктивні дубові насадження                                    | Пам'ятка природи                         | Ботанічна           | 7.10      | 1977          | Новомосковський район     |
|            | Вікові дуби                                                            | Пам'ятка природи                         | Ботанічна           | 11.00     | 1972          | Новомосковський район     |
|            | Ділянка дубового лісу Василівської лісової дачі                        | Пам'ятка природи                         | Ботанічна           | 5.80      | 1972          | Новомосковський район     |
|            | Вікові дуби                                                            | Пам'ятка природи                         | Ботанічна           | 3.00      | 1972          | Новомосковський район     |
|            | Штучні дубові насадження                                               | Пам'ятка природи                         | Ботанічна           | 1.30      | 1972          | Новомосковський район     |
|            | Штучні дубові насадження (ділянка 13)                                  | Пам'ятка природи                         | Ботанічна           | 2.20      | 1972          | Новомосковський район     |
|            | Сторічні дубові насадження Василівської лісової дачі                   | Пам'ятка природи                         | Ботанічна           | 3.40      | 1972          | Новомосковський район     |
|            | Ділянка вікових дубів Василівської лісової дачі                        | Пам'ятка природи                         | Ботанічна           | 2.40      | 1972          | Новомосковський район     |
|            | Природне відслонення Новомосковського горизонту із стародавньою фауною | Пам'ятка природи                         | Геологічна          | 0.50      | 1972          | Новомосковський район     |
|            | Сторічні дубові насадження природного походження                       | Пам'ятка природи                         | Ботанічна           | 7.00      | 1972          | Новомосковський район     |
|            | Сторічні дубові насадження природного походження                       | Пам'ятка природи                         | Ботанічна           | 1.90      | 1972          | Новомосковський район     |
|            | Столітні дубові насадження                                             | Пам'ятка природи                         | Ботанічна           | 1.80      | 1972          | Новомосковський район     |
|            | Поодиноко стоячі віковічні сосни                                       | Пам'ятка природи                         | Ботанічна           | 0.40      | 1972          | Новомосковський район     |
|            | Вільнянські вікові дуби                                                | Пам'ятка природи                         | Ботанічна           | 0.50      | 1972          | Новомосковський район     |
|            | Віковий дуб                                                            | Пам'ятка природи                         | Ботанічна           | 0.50      | 1972          | Новомосковський район     |
|            | Дуб пам'яті Леніна                                                     | Пам'ятка природи                         | Ботанічна           | 0.10      | 1972          | Новомосковський район     |
|            | Самарські плавні                                                       | Регіональний ландшафтний парк            |                     | 2800.7    | 2012          | Новомосковський район     |
|            | Витоки річки Губинихи                                                  | Заказник                                 | Ландшафтний         | 117       | 2012          | Новомосковський район     |
|            | Мар'яно-Кулебівський                                                   | Заказник                                 | Ландшафтний         | 1456      | 2012          | Новомосковський район     |
|            | Річка Багатенька                                                       | Заказник                                 | Ландшафтний         | 1653.4    | 2013          | Новомосковський район     |
|            | Річка Кільченька                                                       | Заказник                                 | Ландшафтний         | 499.36    | 2013          | Новомосковський район     |
|            | Орджонікідзевська зона відпочинку                                      | Парк-пам'ятка садово-паркового мистецтва |                     | 290.00    | 1995          | Покров                    |
|            | Булахівський лиман                                                     | Заказник                                 | Орнітологічний      | 100.0     | 1977          | Павлоградський район      |
|            | Вікові дуби                                                            | Пам'ятка природи                         | Ботанічна           | 15.00     | 1972          | Павлоградський район      |
|            | В'язівські вікові дуби                                                 | Пам'ятка природи                         | Ботанічна           | 0.50      | 1972          | Павлоградський район      |
|            | Високопродуктивні насадження сосни звичайної                           | Пам'ятка природи                         | Ботанічна           | 5.00      | 1977          | Павлоградський район      |
|            | Чиста криниця                                                          | Пам'ятка природи                         | Гідрологічна        | 1.50      | 1974          | Павлоградський район      |
|            | Ділянка насаджень сосни звичайної                                      | Пам'ятка природи                         | Ботанічна           | 43.00     | 1977          | Павлоградський район      |
|            | Віковий дуб                                                            | Пам'ятка природи                         | Ботанічна           | 0.30      | 1974          | Павлоградський район      |
|            | В'язівоцький                                                           | Заказник                                 | Ландшафтний         | 374.6     | 2011          | Павлоградський район      |
|            | Малотернівський                                                        | Заказник                                 | Ландшафтний         | 975       | 2011          | Павлоградський район      |
|            | Урочище Могила Баба                                                    | Заказник                                 | Ландшафтний         | 625.7     | 2009          | Павлоградський район      |
|            | Тернівський                                                            | Заказник                                 | Ландшафтний         | 2156.4    | 2008          | Павлоградський район      |
|            | Троїцько-Вишневецький                                                  | Заказник                                 | Ландшафтний         | 681.8     | 2011          | Павлоградський район      |
|            | Балка Городище                                                         | Заказник                                 | Ландшафтний         | 1053.58   | 2008          | Павлоградський район      |
|            | Балка Свідовок                                                         | Заказник                                 | Ландшафтний         | 793.1     | 2013          | Павлоградський район      |
|            | Заплава річки Самара                                                   | Заказник                                 | Орнітологічний      | 270.0     | 1990          | Петропавлівський район    |
|            | Мар'їн гай                                                             | Заказник                                 | Ландшафтний         | 2803      | 2005          | Петропавлівський район    |
|            | Петропавлівські лимани                                                 | Заказник                                 | Ландшафтний         | 4193      | 2005          | Петропавлівський район    |
|            | Покровський                                                            | Заказник                                 | Ентомологічний      | 30.60     | 1982          | Покровське                |
|            | Дібрівський                                                            | Заказник                                 | Лісовий             | 1 079.0   | 1974          | Покровський район         |
|            | Вершина                                                                | Заказник                                 | Ландшафтний         | 48.40     | 1998          | Покровський район         |
|            | Андріївський ліс                                                       | Заказник                                 | Лісовий             | 10.0      | 1990          | Покровський район         |
|            | Річка Янчур                                                            | Заказник                                 | Ландшафтний         | 978.4     | 2010          | Покровський район         |
|            | Річка Гайчур                                                           | Заказник                                 | Ландшафтний         | 1254.5    | 2010          | Покровський район         |
|            | Березово-Вишневський                                                   | Заказник                                 | Ландшафтний         | 1076.9    | 2011          | Покровський район         |
|            | Воронівський                                                           | Заказник                                 | Ландшафтний         | 664.4     | 2010          | Покровський район         |
|            | Старокасьянівський                                                     | Заказник                                 | Ландшафтний         | 3504.2    | 2011          | Покровський район         |
|            | Грушеватський                                                          | Заказник                                 | Лісовий             | 598.0     | 1974          | П'ятихатський район       |
|            | Комісарівський                                                         | Заказник                                 | Лісовий             | 946.0     | 1974          | П'ятихатський район       |
|            | Грабівський                                                            | Заказник                                 | Ботанічний          | 207.0     | 1974          | П'ятихатський район       |
|            | Урочище Балка Яранська                                                 | Заказник                                 | Ботанічний          | 4.20      | 1977          | П'ятихатський район       |
|            | Синельниківський                                                       | Парк-пам'ятка садово-паркового мистецтва |                     | 2.00      | 1995          | Синельниківський район    |
|            | Балка Садова                                                           | Пам'ятка природи                         | Ботанічна           | 25.70     | 1985          | Синельниківський район    |
|            | Урочище Хорошеве                                                       | Заказник                                 | Ландшафтний         | 15.0      | 2001          | Синельниківський район    |
|            | Старовишневецький                                                      | Заказник                                 | Ландшафтний         | 113.40    | 1985          | Синельниківський район    |
|            | Балка Велика Осокорівка                                                | Заказник                                 | Іхтіологічний       | 20.0      | 1982          | Синельниківський район    |
|            | Балка Ворона                                                           | Заказник                                 | Іхтіологічний       | 422.0     | 1985          | Синельниківський район    |
|            | Роздорський                                                            | Пам'ятка природи                         | Ботанічна           | 15.00     | 1985          | Синельниківський район    |
|            | Придніпровський                                                        | Регіональний ландшафтний парк            |                     | 4917.9    | 2008          | Солонянський район        |
|            | Балка Крутенька                                                        | Заповідне урочище                        |                     | 32.50     | 1982          | Томаківський район        |
|            | Грушівка                                                               | Заказник                                 | Ландшафтний         | 137.5     | 2011          | Томаківський район        |
|            | Озеро Довге                                                            | Заказник                                 | Гідрологічний       | 22.0      | 1979          | Царичанський район        |
|            | Урочище Лелія                                                          | Пам'ятка природи                         | Комплексна          | 30.00     | 1975          | Царичанський район        |
|            | Сад                                                                    | Пам'ятка природи                         | Ботанічна           | 40.00     | 1988          | Царичанський район        |
|            | Гора Калитва                                                           | Заповідне урочище                        |                     | 400.0     | 1982          | Царичанський район        |
|            | Відслонення аркозових пісковиків                                       | Пам'ятка природи                         | Геологічна          | 1.00      | 1974          | Широківський район        |
|            | Волошанська дача                                                       | Заказник                                 | Орнітологічний      | 648.0     | 1985          | Юр'ївський район          |
|            | Шандрівський                                                           | Заказник                                 | Ентомологічний      | 101.0     | 1982          | Юр'ївський район          |
|            | Балка Водяна                                                           | Заказник                                 | Ботанічний          | 5.0       | 1979          | Юр'ївський район          |
|            | Варламівський                                                          | Заказник                                 | Ландшафтний         | 801.34    | 2012          | Юр'ївський район          |
|            | Голубівський                                                           | Заказник                                 | Ландшафтний         | 120.66    | 2012          | Юр'ївський район          |
|            | Урочище Приорільське                                                   | Заказник                                 | Ландшафтний         | 507.1     | 2012          | Юр'ївський район          |
|            | Івано-Межиріцький                                                      | Заказник                                 | Ландшафтний         | 66.9      | 2012          | Юр'ївський район          |